# Hypephyra transiens
Hypephyra transiens là một loài bướm đêm trong họ Geometridae.